# Minibidion aquilonium
Minibidion aquilonium là một loài bọ cánh cứng trong họ Cerambycidae.